# 怒 (游戏)
《怒》是一款由SNK制作的縱向捲軸清版射击游戏。 本游戏首先于1986年2月19日在街机上发行，后移植至其他平台。本游戏于1986年11月在日本地区FC游戏机发行，1987年6月在北美地区发行。
同年10月發售續作《怒號層圏》，並於1988年在紅白機上推出移植版《怒II DOGOSOKEN》，北美版名稱則為《Ikari Warriors II Victory Road》。
1989年推出新作《怒III》，並於1990年3月16日推出紅白機移植版。。
游戏的主角为上校Ralf Jones和少尉Clark Still。他们之后在拳皇系列中登场。本游戏主要叙述他们与敌人作战。他们必须找到名为怒的村庄。游戏中，敌人包括坦克、战士以及直升飞机。